# Zona Ljube
Zona Ljube (russisk: Зона Любэ) er en russisk spillefilm fra 1994 af Dmitrij Zolotukhin.

## Medvirkende
- Marina Levtova som Lena
- Nikolaj Rastorgujev
- Fjodor Sukhov
- Sergej Sazontev
- Irina Rozanova